# Vương tôn nữ Alexandra, Phu nhân Danh dự Ogilvy
Vương tôn nữ Alexandra, Phu nhân Danh dự Ogilvy (Alexandra Helen Elizabeth Olga Christabel, sinh ngày 25 Tháng 12 năm 1936) là cháu gái út của vua George V và Vương hậu Mary. Bà là góa phụ của Ngài Angus Ogilvy. Bà cũng là Vương tôn nữ đầu tiên được gọi là Alexandra xứ Kent vì Nữ vương Victoria trước đây từng được gọi là Vương tôn nữ Alexandrina Victoria xứ Kent.
Vương tôn nữ Alexandra thực hiện nhiều nhiệm vụ hoàng gia thay mặt cho người chị họ của mình, Nữ vương Elizabeth II. Khi sinh ra, bà đứng thứ 6 trong danh sách kế vị ngai vàng Anh Quốc. Hiện giờ, bà đứng thứ 56 trong danh sách.

## Đầu đời

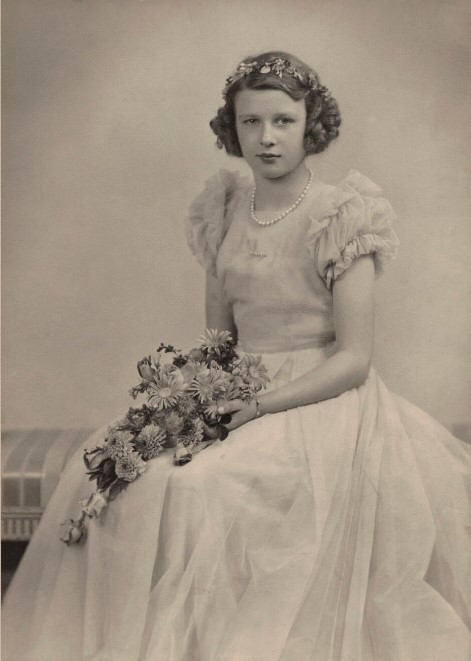
Alexandra vào năm 11 tuổi, chụp bởi Hay Wrightson

Vương tôn nữ Alexandra sinh ngày 25 tháng 12 năm 1936 tại số 3 Quảng trường Belgrave, Luân Đôn. Cha mẹ của bà là Vương tử George, Công tước xứ Kent, người con trai thứ tư của Vua George V và Vương hậu Mary, và Vương tôn nữ Marina của Hy Lạp và Đan Mạch, con gái của Vương tử Nikolaos của Hy Lạp và Đan Mạch và Nữ đại vương công Yelena Vladimirovna của Nga. Bà được đặt tên theo bà cố nội, Vương hậu Alexandra; bà ngoại, Nữ đại vương công Yelena Vladimirovna của Nga; và hai bác, Bá tước phu nhân Elizabeth xứ Törring-Jettenbach và Vương nương Paul của Nam Tư. Bà được đặt tên là Christabel vì sinh ra vào lễ Giáng sinh, giống như người bác dâu Vương tức Alice, Công tước phu nhân xứ Gloucester.
Là hậu duệ dòng nam quân chủ Anh, bà được phong làm Vương tôn nữ Anh với kính ngữ Her Royal Highness. Bà được sinh sau khi bác bà là Edward VIII thoái vị được 2 tuần.
Vương tôn nữ được rửa tội tại Nhà nguyện riêng của Cung điện Buckingham, vào ngày 9 tháng 12 năm 1937, và cha mẹ đỡ đầu của bà là Vua George VI và Vương hậu Elizabeth (vợ chồng người bác bên nội); Vương hậu Na Uy (bà cô bên nội); Vương nương Nikolaos của Hy Lạp và Đan Mạch (bà ngoại); Vương nương Paul của Nam Tư (bác bên ngoại); và Vương nữ Beatrice (em gái của ông cố nội); Bá tước xứ Athlone (ông cậu); và Bá tước Karl Theodor xứ Törring-Jettenbach (chồng của bác bên ngoại). Trong tất cả những người trên hỉ có Quốc vương, Vương hậu và Bá tước xứ Athlone xuất hiện.
Vương tôn nữ Alexandra dành nhiều thời gian trong thời thơ ấu tại căn nhà nông thôn Coppins ở Buckinghamshire. Bà sống với bà nội, Vương hậu Mary, góa phụ của George V, trong Chiến tranh thế giới thứ hai tại Badminton. Cha bà đã qua đời trong tai nạn máy bay ở Caithness, Scotland, vào ngày 25 tháng 8 năm 1942 khi đang phục vụ cho Không quân Hoàng gia Anh. Vương tôn nữ Alexandra là vương nữ Anh đầu tiên đi học ở trường nội trú, Trường Heathfield gân Ascot. Bà sau đó đi học tại Paris. Bà cũng được đào tạo tại Bệnh viện Great Ormond Street.

## Đám cưới và đời sống cá nhân
Vào ngày 24 thãng năm 1963, bà kết hôn với Angus James Bruce Ogilvy Danh dự (1928–2004), con trai thứ của David Ogilvy, Bá tước thứ 12 xứ Airlie và Quý cô Alexandra Coke, tại Tu viện Westminster. Ogilvy cầu hôn Alexandra với một chiếc nhẫn sapphir bằng vàng và được bao quanh bởi kim cương ở cả hai mặt. Lễ cưới có sự góp mặt của các thành viên vương thất và được phát sóng trên toàn thế giới trên ti vi, với khoảng 200 triệu người xem.
Cô dâu mặc một váy cưới làm bằng đăng ten Valenciennes, với mạng che mặt và phần đuôi, thiết kế bởi John Cavanagh. She made her way with her brother, the Duke of Kent, from Kensington Palace to the church. Các phù dâu bao gồm Vương nữ Anne và Nữ đại công tước Elisabeth của Áo, và phù rể là Peregrine Fairfax. Tổng giám mục Canterbury Michael Ramsey chủ trì lễ cưới. Angus Ogilvy từ chối đề nghị trở thành bá tước sau khi kết hôn của Nữ vương, nên con cái của họ
không có tước vị.
Angus Ogilvy được phong làm hiệp sĩ vào năm 1988 (khi Vương tôn nữ Alexandra nhận tước Phu nhân Danh dự Ogilvy). Vương tôn nữ Alexandra và Angus Ogilvy có hai con, James và Marina, và bốn người cháu:
- James Robert Bruce Ogilvy (sinh ngày 29 tháng 2 năm 1964 tại Thatched House Lodge, Công viên Richmond, Surrey). Ông kết hôn với Julia Caroline Rawlinson vào ngày 30 tháng 7 năm 1988 tại Nhà thờ Thánh Mary ở Saffron Walden, Essex. Cả hai có hai người con:[13]
  - Flora Alexandra Vesterberg (sinh ngày 15 tháng 12 năm 1994 tại Edinburgh, Scotland). Cô kết hôn với Timothy Vesterberg tại Nhà nguyện Hoàng gia, Cung điện Thánh James, vào ngày 26 tháng 9 năm 2020.[14]
  - Alexander Charles Ogilvy (sinh ngày 12 tháng 11 năm 1996 tại Edinburgh, Scotland).
- Marina Victoria Alexandra Ogilvy (sinh ngày 31 July 1966 tại Thatched House Lodge, Công viên Richmond, Surrey) bà kết hôn với Paul Julian Mowatt (Hendon, 28 tháng 11 năm 1962) vào ngày 2 tháng 2 năm 1990 và ly hôn vào ngày 15 tháng 10 năm 1997. Cả hai có hai người con:
  - Zenouska May Mowatt (sinh ngày 26 tháng 5 năm 1990 tại Roehampton, Anh).
  - Christian Alexander Mowatt (sinh ngày 4 tháng 6 năm 1993 tại Luân Đuân, Anh)

## Tước hiệu, tước vị và danh hiệu

### Tước hiệu và tước vị
- 25 tháng 12 năm 1936 – 24 tháng 4 năm 1963: Vương tôn nữ Alexandra xứ Kent Điện hạ
- 24 tháng 4 năm 1963 – 31 tháng 12 năm 1989:[15] Vương nữ Alexandra, The Honourable Bà Angus Ogilvy Điện hạ [16]
- 31 tháng 12 năm 1989 – nay: Vương nữ Alexandra, Phu nhân Danh dự Ogilvy Điện hạ

### Danh hiệu
- 12 tháng 5 năm 1937: Huy chương Lễ Đăng Quang của George VI
- 1951: Huân chương Vương thất của George VI[17]
- 1952: Huân chương Vương thất của Elizabeth II[17]
- 2 June 1953: Huy chương Lễ Đăng Quang của Elizabeth II
- 25 December 1960: Đại quý bà của Huân chương Hoàng gia Victoria (GCVO)[18]
- 16 June 2003: Hiệp sĩ Hoàng gia của Huân chương Garter Cao quý Nhất(KG)
- Giải thưởng Lực lượng Canada (CD)[19][20]
- 1967: Huân chương Dogwood[21]

Nước ngoài
- 1962: Đại thập tự của Huân chương Vương miện Quý giá
- 18 tháng 11 năm 1982: Thánh giá Lớn của Huân chương Vương miện
- : Thánh giá Lớn của Huân chương Chula Chom Klao

#### Eponym
- Thính phòng Vương tôn nữ Alexandra, Trường Yarm.
- Bệnh viện Alexandra ở Redditch, Worcestershire được đặt theo tên bà, Alexandra đã mở cửa bệnh viện vào ngày 2 tháng 4 năm 1987.
- Bệnh viện Vương tôn nữ Alexandra ở Harlow, Essex, được đặt theo tên bà vào ngày 27 tháng 4 năm 1965.[22]
- Bệnh viện Vương tôn nữ Alexandra (trước đây là Bệnh viện Nam Brisbane) được đặt theo tên bà để vinh danh chuyến thăm của Alexandra tới Queensland vào năm 1959.
- Khu vườn Alexandra ở Lâu đài Leeds[23] được đặt theo tên bà để vinh danh việc Alexandra trở thành Nhà Bảo trợ của Quỹ Lâu đài Leeds

#### Chức vụ
Đại học
- 1964–2004: Đại học Lancaster, Hiệu trưởng
- 1972–1996: Đại học Mauritius, Hiệu trưởng

Bằng đại học Danh dự
- Đại học Queensland, Tiến sĩ Luật
- Đại học Hồng Kông, Tiến sĩ Luật
- Đại học Mauritius, Tiến sĩ Luật
- Đại học Liverpool, Tiến sĩ Luật
- Đại học Lancaster, Tiến sĩ Nghệ thuật Âm nhạc

#### Chức vụ quân đội danh dự
Canada
- 1960–2010: Đại tá của Trung đoàn Súng trường Nữ vương Canada
- 1977: Đại tá Danh dự của Trung đoàn Người Canada gốc Scotland (Vương nữ Mary)[24][25]

 Vương quốc Liên hiệp Anh và Bắc Ireland
- 1955: Nhà Bảo trợ của Dịch vụ Điều dưỡng Hải quân Hoàng gia (Vương hậu Alexandra)[26]
- 1998: Người đỡ đầu của HMS Kent (F78)[27]
- 1957–1968: Đại tá Danh dự của Trung đoàn Bộ binh nhẹ Durham[28]
- 1968–2002: Phó đại tá Danh dự của Trung đoàn Bộ binh nhẹ[28]
- 1977–2006: Đại tá Danh dự của Trung đoàn Biên gới Hoàng gia của Nhà vua[29]
- 2002–2007: Đại tá Danh dự của Trung đoàn Bộ binh nhẹ[30]
- 1975: Đại tá Hoàng gia Danh dự của Royal Yeomanry[31]
- 1992: Phó Đại tá Danh dự của Queen's Royal Lancers[32]
- 2007: Đại tá Danh dự của Tiểu đoàn Súng trường số 3[33]
- 1966: Nhà Bảo trợ và Tư lệnh Không quân của Dịch vụ Điều dưỡng Hải quân Hoàng gia (Vương nữ Mary)[34]
- 2000–2012: Đề đốc Không quân Danh dự của Không quân Hoàng gia Cottesmore[35]

 Hồng Kông
- 1969–1997: Tướng Tư lệnh của Lực lượng Cảnh sát Hồng Kông[36]

## Tổ tiên
| \| \| \| \| \| \| \| \| \| \| \| 8. Edward VII của Anh \| \| \| \| \| \| \| \| \| \| \| \| \| \| \| \| \| \| \| \| \| \| \| \| \| \| \| \| \| \| \| \| \| \| \| \| \| \| \| \| \| \| \| \| \| \| \| \| \| \| \| 4. George V của Anh \| \| \| \| \| \| \| \| \| \| \| \| \| \| \| \| \| \| \| \| \| \| \| \| \| \| \| \| \| \| \| \| \| \| \| \| \| \| \| \| \| \| \| \| \| \| \| \| \| \| \| \| \| \| \| \| \| \| \| \| 9. Alexandra của Đan Mạch \| \| \| \| \| \| \| \| \| \| \| \| \| \| \| \| \| \| \| \| \| \| \| \| \| \| \| \| \| \| \| \| \| \| \| \| \| \| \| \| \| \| \| \| \| \| \| \| \| \| \| \| \| \| \| \| \| \| \| \| 2. Vương tử George, Công tước xứ Kent \| \| \| \| \| \| \| \| \| \| \| \| \| \| \| \| \| \| \| \| \| \| \| \| \| \| \| \| \| \| \| \| \| \| \| \| \| \| \| \| \| \| \| \| \| \| \| \| \| \| \| \| \| \| \| \| \| \| \| \| 10. Francis, Công tước xứ Teck \| \| \| \| \| \| \| \| \| \| \| \| \| \| \| \| \| \| \| \| \| \| \| \| \| \| \| \| \| \| \| \| \| \| \| \| \| \| \| \| \| \| \| \| \| \| \| \| \| \| \| \| \| \| \| \| \| \| \| \| 5. Mary xứ Teck \| \| \| \| \| \| \| \| \| \| \| \| \| \| \| \| \| \| \| \| \| \| \| \| \| \| \| \| \| \| \| \| \| \| \| \| \| \| \| \| \| \| \| \| \| \| \| \| \| \| \| \| \| \| \| \| \| \| \| \| 11. Mary Adelaide xứ Cambridge \| \| \| \| \| \| \| \| \| \| \| \| \| \| \| \| \| \| \| \| \| \| \| \| \| \| \| \| \| \| \| \| \| \| \| \| \| \| \| \| \| \| \| \| \| \| \| \| \| \| \| \| \| \| \| \| \| \| \| \| 1. Alexandra xứ Kent \| \| \| \| \| \| \| \| \| \| \| \| \| \| \| \| \| \| \| \| \| \| \| \| \| \| \| \| \| \| \| \| \| \| \| \| \| \| \| \| \| \| \| \| \| \| \| \| \| \| \| \| \| \| \| \| \| \| \| \| 12. Georgios I của Hy Lạp \| \| \| \| \| \| \| \| \| \| \| \| \| \| \| \| \| \| \| \| \| \| \| \| \| \| \| \| \| \| \| \| \| \| \| \| \| \| \| \| \| \| \| \| \| \| \| \| \| \| \| \| \| \| \| \| \| \| \| \| 6. Vương tử Nikolaos của Hy Lạp và Đan Mạch \| \| \| \| \| \| \| \| \| \| \| \| \| \| \| \| \| \| \| \| \| \| \| \| \| \| \| \| \| \| \| \| \| \| \| \| \| \| \| \| \| \| \| \| \| \| \| \| \| \| \| \| \| \| \| \| \| \| \| \| 13. Nữ đại vương công Olga Konstantinovna của Nga \| \| \| \| \| \| \| \| \| \| \| \| \| \| \| \| \| \| \| \| \| \| \| \| \| \| \| \| \| \| \| \| \| \| \| \| \| \| \| \| \| \| \| \| \| \| \| \| \| \| \| \| \| \| \| \| \| \| \| \| 3. Marina của Hy Lạp và Đan Mạch \| \| \| \| \| \| \| \| \| \| \| \| \| \| \| \| \| \| \| \| \| \| \| \| \| \| \| \| \| \| \| \| \| \| \| \| \| \| \| \| \| \| \| \| \| \| \| \| \| \| \| \| \| \| \| \| \| \| \| \| 14. Đại vương công Vladimir Aleksandrovich của Nga \| \| \| \| \| \| \| \| \| \| \| \| \| \| \| \| \| \| \| \| \| \| \| \| \| \| \| \| \| \| \| \| \| \| \| \| \| \| \| \| \| \| \| \| \| \| \| \| \| \| \| \| \| \| \| \| \| \| \| \| 7. Nữ đại vương công Yelena Vladimirovna của Nga \| \| \| \| \| \| \| \| \| \| \| \| \| \| \| \| \| \| \| \| \| \| \| \| \| \| \| \| \| \| \| \| \| \| \| \| \| \| \| \| \| \| \| \| \| \| \| \| \| \| \| \| \| \| \| \| \| \| \| \| 15. Nữ công tước Marie của Mecklenburg-Schwerin \| \| \| \| \| \| \| \| \| \| \| \| \| \| \| \| \| \| \| \| \| \| \| \| \| \| \| \| \| \| \| \| \| \| \| \| \| \| \| \| \| \| \| |                                                    |  |  |  |  |  |  |  |  |                       |  |  |  |
| |                                                    |  |  |  |  |  |  |  |  | 8. Edward VII của Anh |  |  |  |
| |                                                    |  |  |  |  |  |  |  |  |                       |  |  |  |
| |                                                    |  |  |  |  |  |  |  |  |                       |  |  |  |
| |                                                    |  |  |  |  |  |  |  |  |                       |  |  |  |
| | 4. George V của Anh                                |  |  |  |  |  |  |  |  |                       |  |  |  |
| |                                                    |  |  |  |  |  |  |  |  |                       |  |  |  |
| |                                                    |  |  |  |  |  |  |  |  |                       |  |  |  |
| |                                                    |  |  |  |  |  |  |  |  |                       |  |  |  |
| | 9. Alexandra của Đan Mạch                          |  |  |  |  |  |  |  |  |                       |  |  |  |
| |                                                    |  |  |  |  |  |  |  |  |                       |  |  |  |
| |                                                    |  |  |  |  |  |  |  |  |                       |  |  |  |
| |                                                    |  |  |  |  |  |  |  |  |                       |  |  |  |
| | 2. Vương tử George, Công tước xứ Kent              |  |  |  |  |  |  |  |  |                       |  |  |  |
| |                                                    |  |  |  |  |  |  |  |  |                       |  |  |  |
| |                                                    |  |  |  |  |  |  |  |  |                       |  |  |  |
| |                                                    |  |  |  |  |  |  |  |  |                       |  |  |  |
| | 10. Francis, Công tước xứ Teck                     |  |  |  |  |  |  |  |  |                       |  |  |  |
| |                                                    |  |  |  |  |  |  |  |  |                       |  |  |  |
| |                                                    |  |  |  |  |  |  |  |  |                       |  |  |  |
| |                                                    |  |  |  |  |  |  |  |  |                       |  |  |  |
| | 5. Mary xứ Teck                                    |  |  |  |  |  |  |  |  |                       |  |  |  |
| |                                                    |  |  |  |  |  |  |  |  |                       |  |  |  |
| |                                                    |  |  |  |  |  |  |  |  |                       |  |  |  |
| |                                                    |  |  |  |  |  |  |  |  |                       |  |  |  |
| | 11. Mary Adelaide xứ Cambridge                     |  |  |  |  |  |  |  |  |                       |  |  |  |
| |                                                    |  |  |  |  |  |  |  |  |                       |  |  |  |
| |                                                    |  |  |  |  |  |  |  |  |                       |  |  |  |
| |                                                    |  |  |  |  |  |  |  |  |                       |  |  |  |
| | 1. Alexandra xứ Kent                               |  |  |  |  |  |  |  |  |                       |  |  |  |
| |                                                    |  |  |  |  |  |  |  |  |                       |  |  |  |
| |                                                    |  |  |  |  |  |  |  |  |                       |  |  |  |
| |                                                    |  |  |  |  |  |  |  |  |                       |  |  |  |
| | 12. Georgios I của Hy Lạp                          |  |  |  |  |  |  |  |  |                       |  |  |  |
| |                                                    |  |  |  |  |  |  |  |  |                       |  |  |  |
| |                                                    |  |  |  |  |  |  |  |  |                       |  |  |  |
| |                                                    |  |  |  |  |  |  |  |  |                       |  |  |  |
| | 6. Vương tử Nikolaos của Hy Lạp và Đan Mạch        |  |  |  |  |  |  |  |  |                       |  |  |  |
| |                                                    |  |  |  |  |  |  |  |  |                       |  |  |  |
| |                                                    |  |  |  |  |  |  |  |  |                       |  |  |  |
| |                                                    |  |  |  |  |  |  |  |  |                       |  |  |  |
| | 13. Nữ đại vương công Olga Konstantinovna của Nga  |  |  |  |  |  |  |  |  |                       |  |  |  |
| |                                                    |  |  |  |  |  |  |  |  |                       |  |  |  |
| |                                                    |  |  |  |  |  |  |  |  |                       |  |  |  |
| |                                                    |  |  |  |  |  |  |  |  |                       |  |  |  |
| | 3. Marina của Hy Lạp và Đan Mạch                   |  |  |  |  |  |  |  |  |                       |  |  |  |
| |                                                    |  |  |  |  |  |  |  |  |                       |  |  |  |
| |                                                    |  |  |  |  |  |  |  |  |                       |  |  |  |
| |                                                    |  |  |  |  |  |  |  |  |                       |  |  |  |
| | 14. Đại vương công Vladimir Aleksandrovich của Nga |  |  |  |  |  |  |  |  |                       |  |  |  |
| |                                                    |  |  |  |  |  |  |  |  |                       |  |  |  |
| |                                                    |  |  |  |  |  |  |  |  |                       |  |  |  |
| |                                                    |  |  |  |  |  |  |  |  |                       |  |  |  |
| | 7. Nữ đại vương công Yelena Vladimirovna của Nga   |  |  |  |  |  |  |  |  |                       |  |  |  |
| |                                                    |  |  |  |  |  |  |  |  |                       |  |  |  |
| |                                                    |  |  |  |  |  |  |  |  |                       |  |  |  |
| |                                                    |  |  |  |  |  |  |  |  |                       |  |  |  |
| | 15. Nữ công tước Marie của Mecklenburg-Schwerin    |  |  |  |  |  |  |  |  |                       |  |  |  |
| |                                                    |  |  |  |  |  |  |  |  |                       |  |  |  |
| |                                                    |  |  |  |  |  |  |  |  |                       |  |  |  |